# Altamirano Sur
Altamirano Sur é uma junta de governo da província de Entre Ríos, na Argentina.